# 理工科
理工科一詞为理科与工科的合称，泛指與自然科學（即「理科」）、应用科学以及工程學（即「工科」）相關的學科，與文科相對。英文中代表“理工科”含义的对应词为，是科學（Science）、技術（Technology）、工程（Engineering）及數學（Mathematics）四类學科的首字母縮略字。

## 名字起源

### 中文
“理工”二字不曾出現於西方世界裡。其最初為中國留學生於晚清時期，從英文中的“（科學）”及“（技術）”兩詞翻譯而來（合稱“科技”）。不過，“科技”一詞本身的定義較廣：“科學”不只指自然科學，而可以包括社會科學等學術領域；同樣地，“技術”亦不只限於工程學的運用，亦可以為科學研究的產物。除此，一字有時會被直接翻譯成“科技”；而當此字用於大學名稱中時，則會被譯為“理工”（如：麻省理工學院 、加州理工學院  等）。

### 英文
STEM一詞出現在二十世紀九十年代的美國。美國国家科学基金会在瑞塔·柯威爾主責時曾執行一次跨領域科學教育會議，之後不久就出現了此縮寫。教師和科學家勞動力發展科學辦公室的主任Faletra建議將縮寫由以往的METS改為STEM。 柯威爾表達了一些對原有簡稱的不滿，建議國科會著手修改。STEMTEC（科學、技術、工程和數學教師教育合作組織）是使用此一縮寫的第一批計劃之一，在1998年成立於马萨诸塞大学阿默斯特分校。

#### STEAM教育
由STEM教育衍生新的「STEAM」框架，在原本的「STEM」加入藝術（Art）的意涵，強調未來的學生應培養跨領域素養和能力。
台灣的親子天下雜誌便在2017年4月針對 STEAM 做了一個專題報導 。

## 各地發展
STEM教育有時強調將四大領域專業知識結合，補強不同學科之間的隔閡，並將課程與真實生活中的情境做結合以激發學生最原始對於新奇事物與知識的好奇心與求知的渴望。此外，這種跨科結合的方式主要能訓練學生不受單一學科侷限思考，而能用不同觀點切入做更全面性的思考，運用「多重」管道的知識來源去解決問題，在這樣的多元發展學習下亦能使學生提早培養出跨界溝通、組織架構、靈活運用知識的能力。政府從利益、安全出發，藉由STEM教育培育人才，促進經濟以及科技的發展，同時提高人民的科學素養，這詞語常常用於學校為提升科技發展的競爭力，有出現的教育政策及課程規劃。這會影響勞動力發展、國家安全以及移民政策。

### 美国
2013年5月，美國總統奧巴馬發佈了《聯邦政府STEM教育五年戰略計劃》。五年計劃中，宣布美國政府將投入了超過10億美金，用於STEM教育推廣和教師培訓等工作。2018年12月，美國總統特朗普公佈了新五年戰略計劃《制定成功路線：美國的STEM教育戰略》。文件除了詳細講述美國STEM教育的規劃外，還特別強調計算思維(Computational Thinking) 的重要性，並規劃將計算思維放入每一個學習階段中。

### 中国
中國推動科創教育以為將來科創經濟發展儲備人才的世界教育趨勢。
2017年八月，國務院頒佈《新一代人工智慧發展規劃》，裡面就明確提出：要在中小學階段設置人工智慧相關課程。2018年一月，教育部印發《普通高中課程方案和語文等學科課程標準（2017 年版）》，當中增加了資料與計算等必修課，還加入了資料結構、人工智慧、開源硬體設計等 AI 相關的選修課程。 
深圳市龍崗區教育局頒布了《深圳市龍崗區A-STEM課程建設的指導意見》 （页面存档备份，存于），提出了STEM的新變式A-STEM，旨在強調人文引領，STEM要為人類福祉服務。

## 参見
- 教育编程语言列表
- 创客
- 計算思維